# Gourwalti
Gourwalti est un village de la commune de Mayo-Baléo situé dans la région de l'Adamaoua et le département du Faro-et-Déo, à proximité de la frontière avec le Nigeria.

## Population
En 1971, Gourwalti comptait 329 habitants, principalement Koutine (ou Pere).
Lors du recensement de 2005, le village comptait 562 personnes, 264 de sexe masculin et 298 de sexe féminin.

## Infrastructures sociales existantes
Le village contient une école publique, un puits et des forages.

## Agriculture et élevage
La quasi-totalité des villageois vivent de l'agriculture. L'élevage du bétail (le mouton, la chèvre, le porc et en moindre quantité le volaille) y est également présent. 